# Лебрехт (князь Ангальт-Кётена)
Лебрехт Ангальт-Кётенский (нем. Lebrecht von Anhalt-Köthen; 8 апреля 1622, Плёцкау — 7 ноября 1669, Кётен) — князь Ангальт-Плёцкау из династии Асканиев, с 1665 года князь Ангальт-Кётена.

## Биография
Лебрехт — второй сын князя Августа Ангальт-Плёцкауского и его супруги Сибиллы, дочери графа Иоганна Георга Сольмс-Лаубахского. Леберехт завершил своё образование длительной поездкой по Европе и заслужил благосклонность «Великого курфюрста» Бранденбурга.
Лебрехт наследовал своему отцу в Ангальт-Плёцкау вместе с братьями Эрнстом Готлибом и Эмануэлем в 1653 году. После смерти князя Вильгельма Людвига Ангальт-Кётенского в 1665 году он стал князем Ангальт-Кётена и правил в Ангальт-Кётене вместе с братом Эмануэлем. Плёцкау вновь воссоединился с Ангальт-Бернбургом. Братья правили в мире и согласии, Лебрехт отличался особым благочестием и милосердием, он основал в Кётене больницу с кладбищем.
Лебрехт женился 18 января 1655 года в Плёцкау на Софии Элеоноре (1628—1675), дочери графа Генриха Фольрада Штольберг-Вернигеродского. В браке детей не было. Лебрехту наследовал его брат Эмануэль. Лебрехт был похоронен в усыпальнице кётенской церкви Св. Якова.